# قائمة الدلو
قائمة الدلو (بالإنجليزية: The Bucket List)‏ هو فيلم كوميدي تم إنتاجه في الولايات المتحدة سنة 2007. من بطولة جاك نيكلسون، مورغان فريمان.

## بطولة
- جاك نيكلسون (بدور: ادوارد كول)
- مورغان فريمان (بدور: كارتر شامبرز)

## القصة
«كارتر تشامبرز» هو ميكانيكي سيارات وربُّ أسرةٍ حنون، و«إدوارد كول» هو ملياردير يحب الترف ولكنّ سلوكه فظ ولا يتعاطف مع الآخرين. فيلم «قائمة الدلو» يدور حولهما.
الرجلان ينتهي بهما المطاف في غرفة مشتركة بالمستشفى، بسبب قرار إداري أصدره «إدوارد» بنفسه، حيث أنّ هذا المستشفى هو أحد أملاكه الكثيرة. في الواقع، وبرغم اختلافهما، توجد الكثير من الأمور المشتركة بينهما، فكلاهما يعاني من مرضٍ ميؤوس منه ولم يتبقَ لهما سوى بضعة أشهر للعيش. بخضوعهما معاً للعلاج الكيميائي، تتوطّد علاقة الصداقة بين «كارتر» و«إدوارد» ويبدآن بالحديث حول الحياة والموت.
يقوم «كارتر» بتطبيق أحد دروس الفلسفة التي تلقّاها في الجامعة، ويبدأ بكتابة «قائمة الدلو»، والتي تضم جميع الأمور التي يرغب في القيام بها قبل أن يموت. «إدوارد» الذي يرى نهايته تلوح في الأفق، يقوم بإضافة بعض الأمور إلى تلك القائمة، ثم يقترح أن ينطلقا معاً في رحلة حول العالم للقيام بكل تلك الأمور. «فيرجينيا»، زوجة «كارتر»، لا تشعر بالراحة أبداً نحو «إدوارد» ولا تتقبل فكرة أن يأخذ زوجها معه في رحلة حول العالم في الوقت الذي يتوجّب عليه قضاء ما تبقّى من حياته مع أسرته التي تحبّه.

## الميزانية والإيرادات
بلغت تكلفة إنتاج الفيلم حوالي 45 مليون دولار بينما حقق أرباحا تقدر بـ 175,372,502 دولار.

## اسم الفِلم
The Bucket List معنى اسم الفِلم هي قائمة الأشياء التي سيفعلها قبل موته

## روابط خارجية
- قائمة الدلو على موقع IMDb (الإنجليزية)
- قائمة الدلو على موقع ميتاكريتيك (الإنجليزية)
- قائمة الدلو على موقع الموسوعة البريطانية (الإنجليزية)
- قائمة الدلو على موقع روتن توميتوز (الإنجليزية)
- قائمة الدلو على موقع نتفليكس (الإنجليزية)
- قائمة الدلو على موقع ألو سيني (الفرنسية)
- قائمة الدلو على موقع Turner Classic Movies (الإنجليزية)
- قائمة الدلو على موقع أول موفي (الإنجليزية)
- قائمة الدلو على موقع بوكس أوفيس موجو (الإنجليزية)
- قائمة الدلو على موقع فيلمافينيتي (الإسبانية)